# Marcin Żewłakow
Marcin Żewłakow  (* 22. April 1976 in Warschau, Polen) ist ein ehemaliger polnischer Fußballspieler. Er spielte vorrangig als Mittelstürmer.

## Karriere

### Verein
Żewłakow spielte in seiner Jugend für unterklassige Vereine in Warschau, bevor er in die Jugend des Erstligisten Polonia Warschau wechselte. Dort schaffte er auch den Sprung in die Erste Mannschaft. Nach fünf Jahren wechselte er im Sommer 1998 nach Belgien zu KSK Beveren und spielte nach einem Wechsel 1999 sechs Jahre für Excelsior Mouscron. 2005 wechselte er zum FC Metz, kehrte jedoch Anfang 2006 auf Leihbasis wieder zu Excelsior Mouscron zurück. Nach einem halben Jahr wechselte er zu KAA Gent, wo er jedoch wieder nach einem halben Jahr an FCV Dender EH verliehen wurde. Im Sommer 2008 wechselte Żewłakow nach Zypern zu APOEL Nikosia, wo er seine größten Erfolge (Meisterschaft, Supercup) feierte und in der Saison 2009/10 an der UEFA Champions League teilnahm. Dort kam er in der Gruppenphase zu drei Einsätzen und erzielte am sechsten Spieltag beim Auswärtsspiel gegen FC Chelsea London (2:2) ein Tor. APOEL schied trotzdem als Tabellenletzter aus. Im Sommer 2010 wechselte er zu GKS Bełchatów in die Ekstraklasa. Für GKS spielte er insgesamt 51 Spiele in der Ekstraklasa und erzielte 12 Tore. Anfang Juni 2012 unterschrieb Marcin Żewłakow einen Einjahresvertrag beim polnischen Erstligisten Korona Kielce. Nach nur 13 Einsätzen und einem erzielten Tore löste er Ende Februar 2013 seinen Vertrag jedoch vorzeitig auf. Nach der Saison 2012/13 beendete er seine aktive Fußballkarriere.

### Nationalmannschaft
Zwischen 2000 und 2004 absolvierte er insgesamt 25 Spiele für Polen und erzielte in diesen 5 Tore. Marcin Żewłakow stand außerdem im WM-Kader Polens (3 Spiele/1 Tor) für die WM 2002 in Japan und Südkorea.

## Privates
Sein Zwillingsbruder Michał war ebenfalls Fußballprofi.

## Erfolge
- Zyprischer Meister (2009)
- Zyprischer Supercup (2009)
- WM-Teilnahme (2002)